# Ganz Műszer Művek

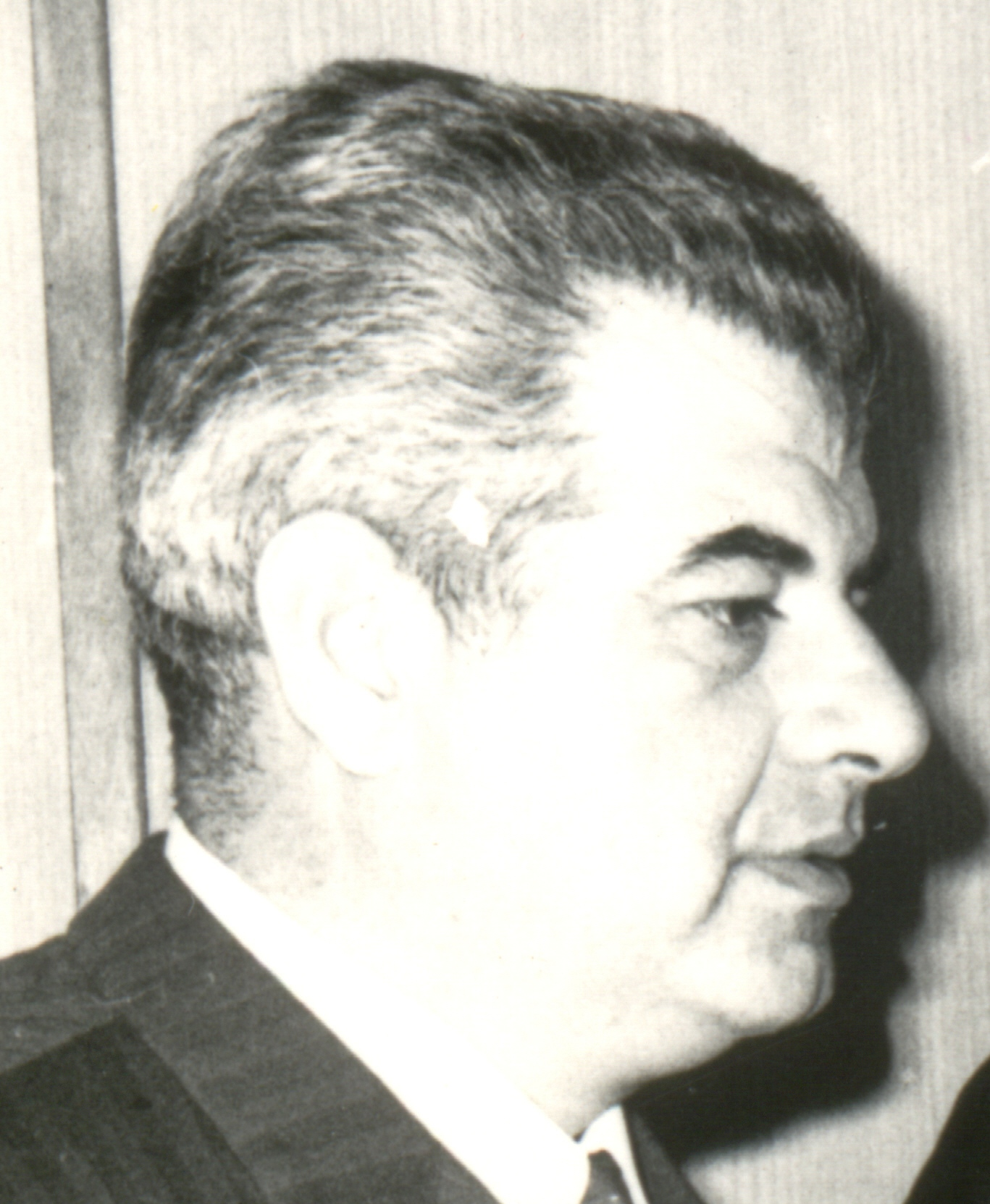
Hajduska Kurt

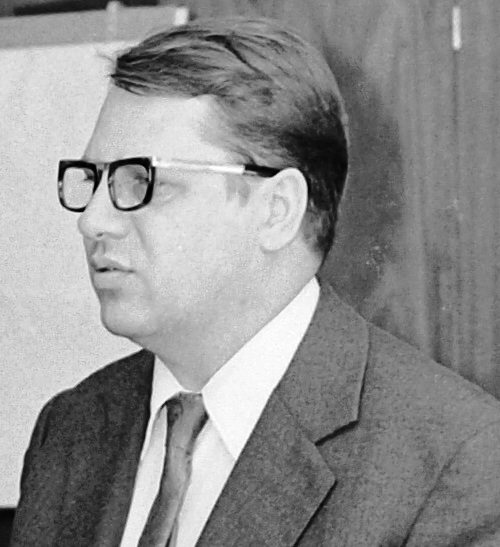
Dr. Dunajszki András

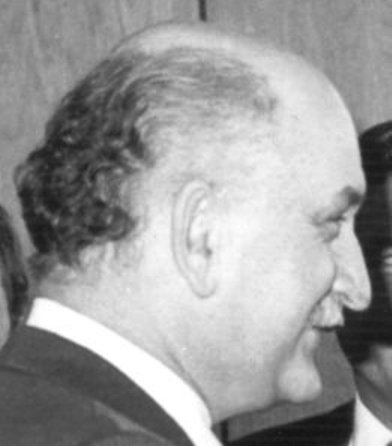
Sándor László

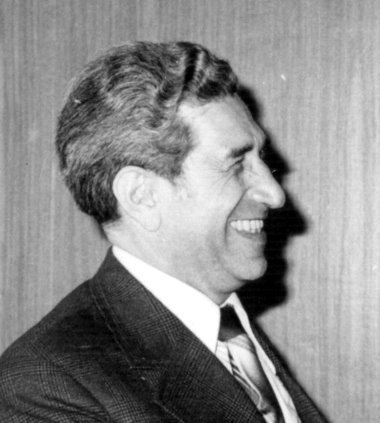
Kelemen György

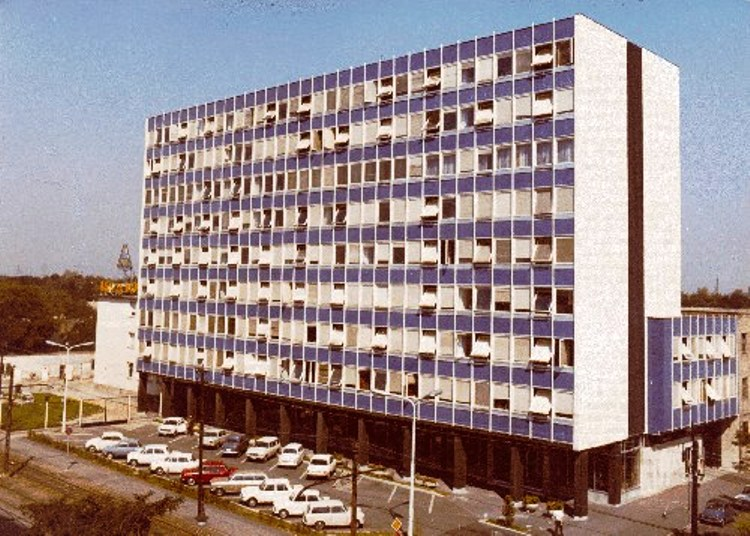
Ganz Műszer Művek EKM

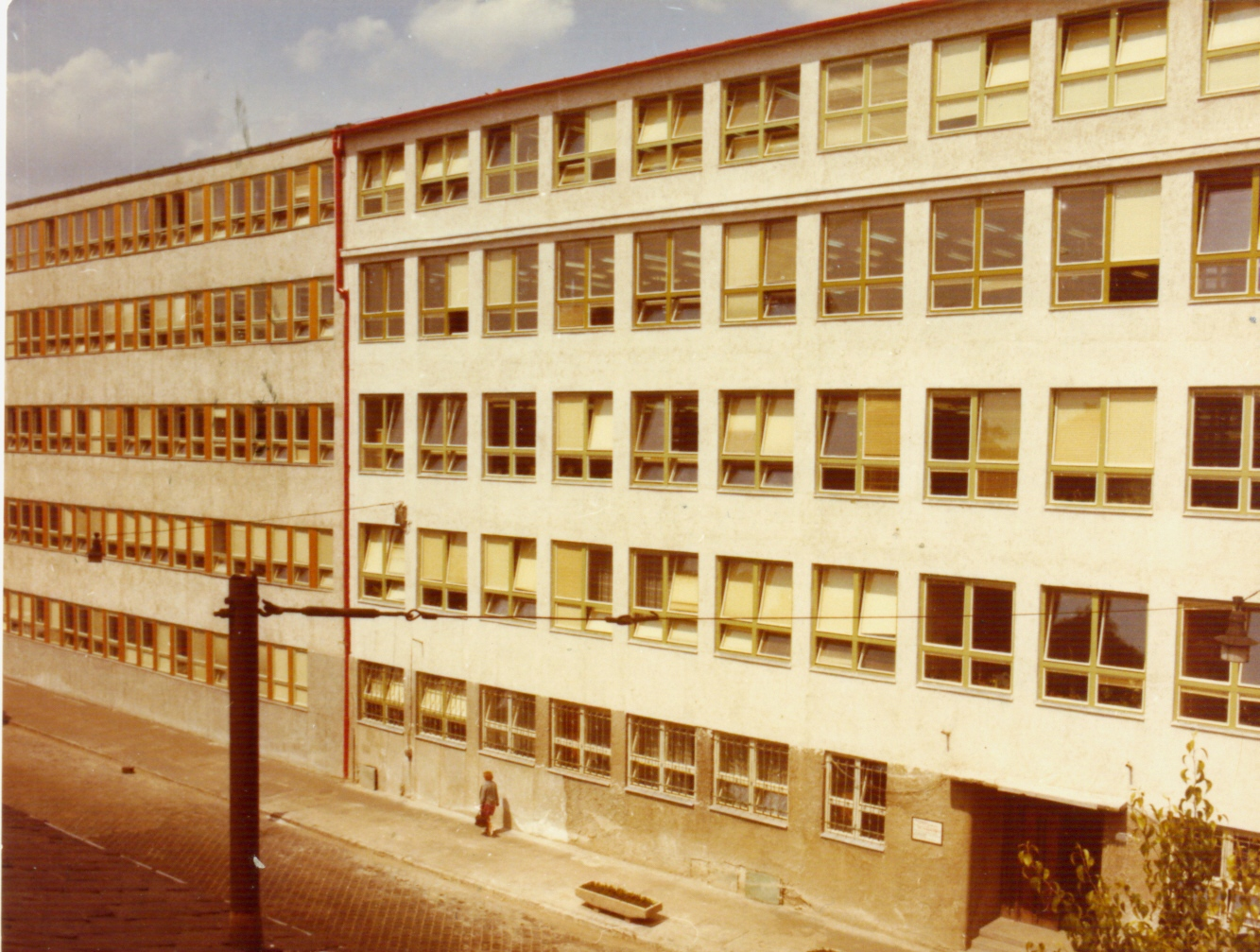
Ganz Közlekedési Mérőműszerek Gyára KMGY

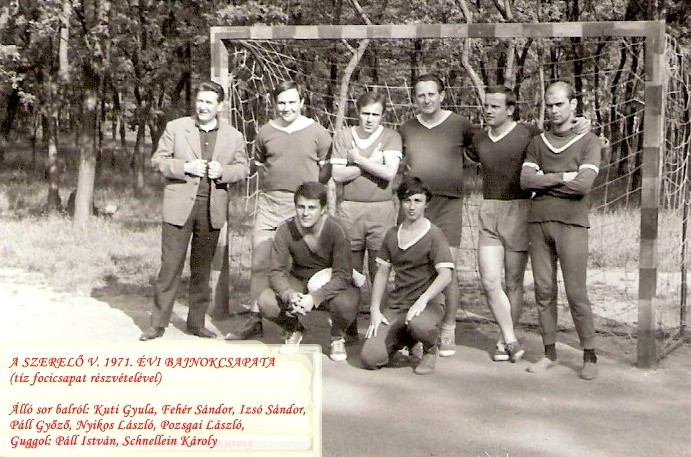
1971. évi foci bajnokcsapat

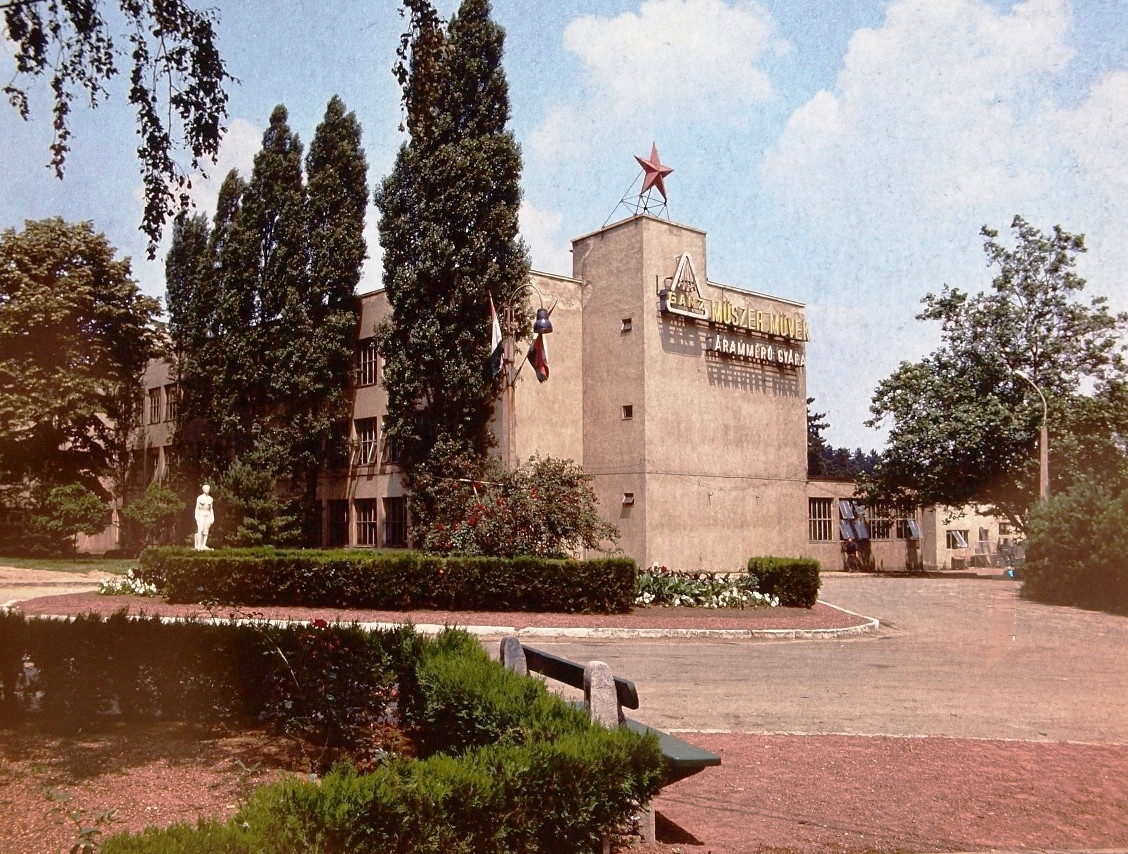
Ganz Árammérő Gyár ÁMGY

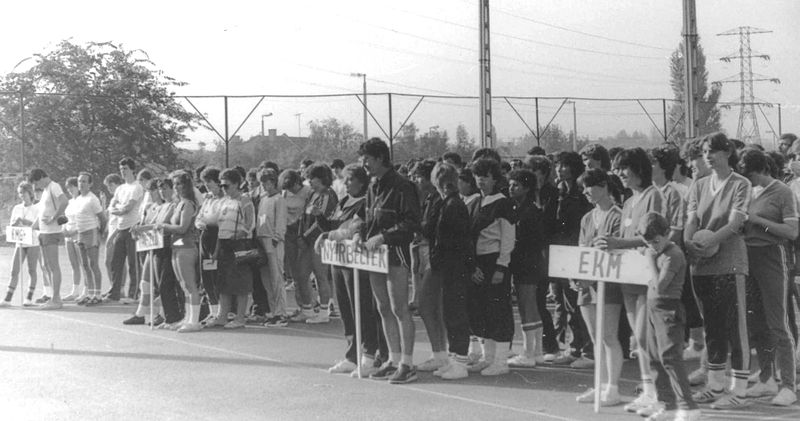
Ganz Műszer Művek-sportnap

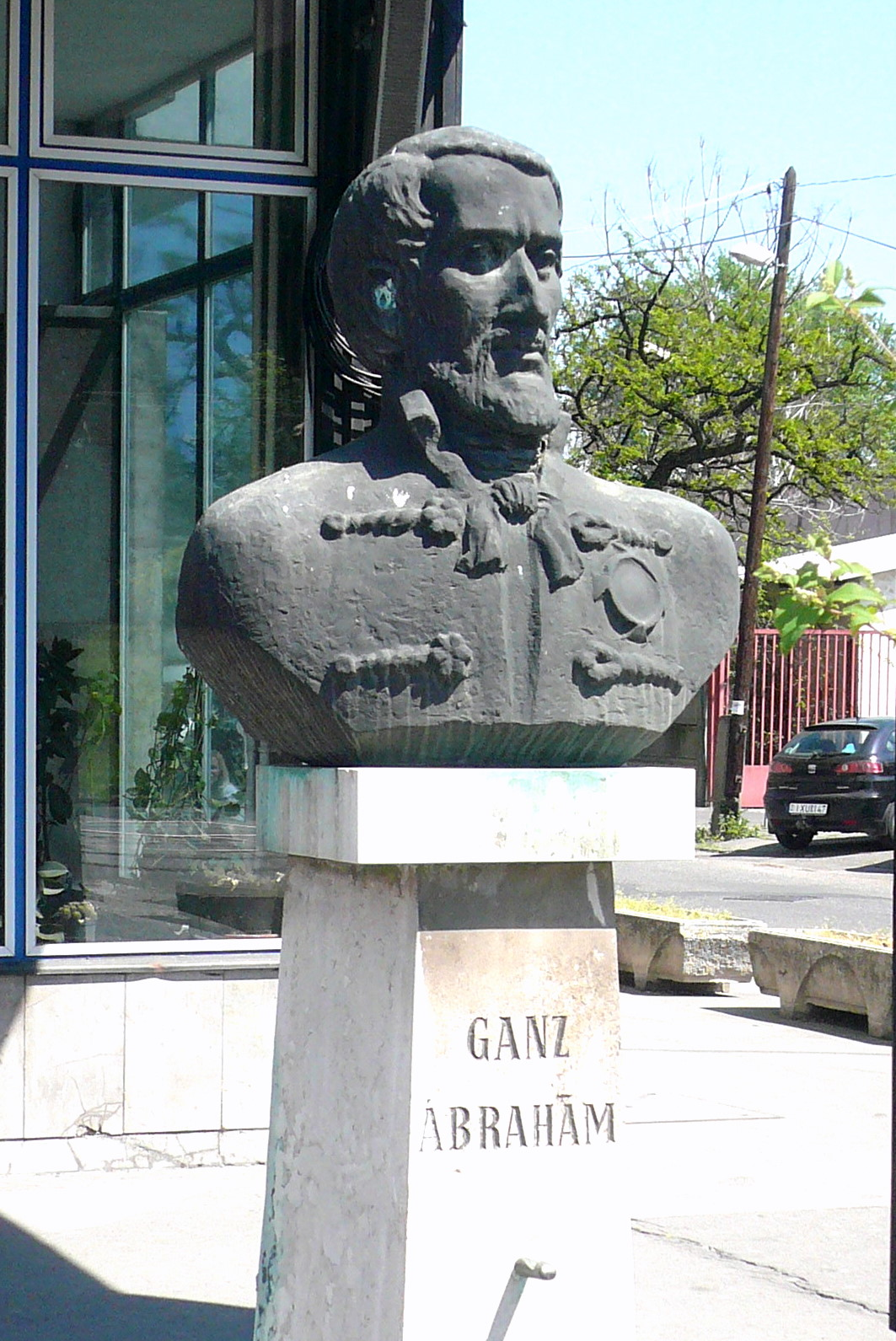
Ganz Ábrahám mellszobra. Budapest XIX., Üllői út 200.

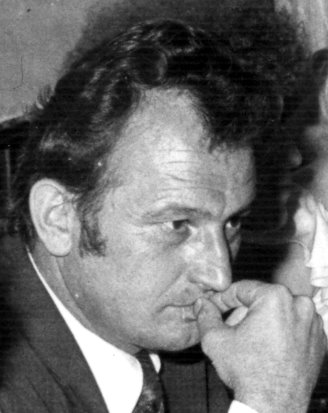
Laudancsek György

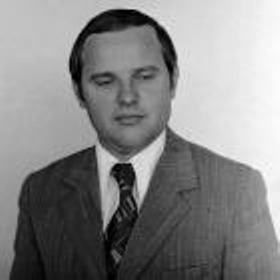
Dr. Nyikos László

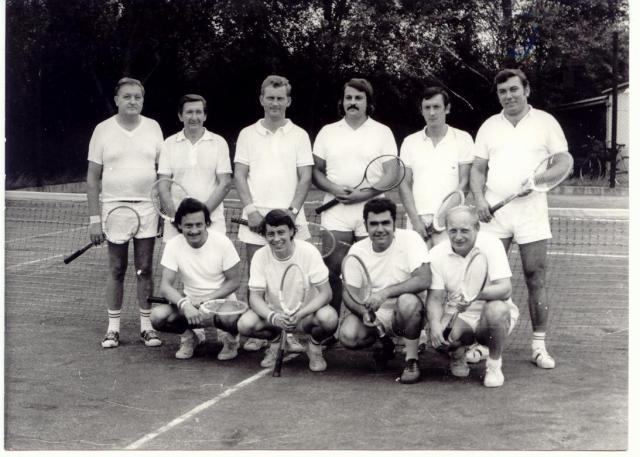
Teniszcsapat

1964-ben a Ganz Árammérőgyár (ÁMGY), Közlekedési Mérőműszerek Gyára (KMGY) és az Elektromos Készülékek és Mérőműszerek Gyára (EKM) összevonásával jött létre a Ganz Elektromos Készülékek és Mérőműszerek Gyára, mely 1967-ben felvette a Ganz Műszer Művek nevet (GMM).

## Előzmények
A műszergyártással foglalkozó vállalatok a ’60-as évek elején eljutottak oda: dönteni kellett, merre tovább. A fejlődés során kiütközött ellentmondások egyértelműen a specializációt követelték meg. Célszerű volt a párhuzamos gyártások megszüntetése, a gyártás szakosítása. Ennek jegyében bízta meg György Gyula KGM-miniszterhelyettes Sellő Dénest, az EKM-gyár akkori igazgatóját a műszergyártó előkészítő bizottság megszervezésével, és elnöki teendőivel. Az előkészítő bizottság 1963. február 26-án ült össze az ÁMGY tanácstermében. Itt állapodtak meg a végleges irányelvekben. Az új egység nagyvállalat lesz 3 önálló gyárral, a saját profil megtartásával, önálló exportjog a vállalat összes termékére, ezen túlmenően technológiai szakosítás. Bázisvállalatot hoztak létre, mely a minisztérium döntése értelmében az EKM lett. Az 1964. január 1-jén megalakult új vállalat a Ganz Elektromos Készülékek és Mérőműszerek Gyára nevet vette fel (GEKMGY). 1967. február 8-án Horgos Gyula kohó- és gépipari miniszter  engedélyével a nevet Ganz Műszer Művekre változtatták. Az új vállalat megalapítására, az átszervezés végrehajtására háromlépcsős intézkedési terv készült. Az átszervezés lebonyolításával Sellő Dénest és dr. Dunajszki Andrást bízták meg. Az átszervezés után a vállalat ideiglenes igazgatója Sellő Dénes lett,[mikor?] majd dr. Dunajszki András követte.[mikor?]

## Szakosítás
A szervezet kiépülésével egyidejűleg zajlott a technológiai szakosítás. A szakosítások terén 1964-ben kezdték meg a nagyjavítási tevékenység és a fröccsöntés kitelepítését az ÁMGY-be, és 1965-ben fejezték be. Ettől kezdve fokozatosan az ÁMGY-be tevődött át az alkatrészgyártás. A fröccsöntést teljes egészében, a műanyag alkatrészek és az automatákon gyártott alkatrészek termelésének egyre nagyobb hányadát mondhatta magáénak az ÁMGY. A két pesti gyár fokozatosan mentesült az alkatrész-előállítás gondjától, s így új termőterületeket szabadítottak fel.
Az átszervezésnek voltak egyéb vonatkozásai is, mint pl. a TMK központosítása, az anyaggazdálkodás összevonása, az exporttevékenység központosítása. A szakosítás 1967-ben ért véget.

## Új gazdaságirányítás
A GMM mint az ország villamos műszertermelésének 88%-át adó ipari nagyvállalat 1967-ben újabb megbízást kapott. A Magyar Optikai Művek (MOM) és a Medicor Művek mellett a műszeriparban a GMM-et jelölték ki. Ezeket a vállalatokat kiemelték a Műszeripari Igazgatóság fennhatósága alól, és közvetlenül a KGM egyik miniszterhelyettese gyakorolta a felügyeleti jogokat. A vállalatnak lényegesen kevesebb kötelező mutatót írtak elő. Az intézkedések kedvező hatásúak voltak. A termelés értéke 20 év alatt 39-szeresére nőtt! A GMM fokozta exporttevékenységét, vevőszolgálatot hozott létre, vállalatfejlesztési koncepciót dolgozott ki, piackutatásba kezdett, döntött a nagyfogyasztók közvetlen kiszolgálásáról. A KGST-n belül szorgalmazták a gyártmányszakosítást elsősorban német és lengyel vonatkozásban. A KMGY bekapcsolódott a Polski Fiat-programba, a MAN Diesel-motorokhoz szükséges fordulatszámjelző adóműszereket szállítottak.

## Irányítás és termelésszervezés
Az egységes számítástechnikai rendszer megvalósítása lépésenként történt. 1969-től kezdődően folyamatosan kerültek a gyártmányfejlesztés, technológia, termelésirányítás, anyagellátás számítógépre.

## Átalakulás
A nagy cégek decentralizációjánál a Ganz Műszer Művek újból 3 önálló gyárrá vált. Valamennyi megőrizte a Ganz nevet. A bázist alkotó központi gyár Ganz Műszer Művek EKM gyára átalakult Ganz Műszer Rt.-vé, majd Ganz Műszer ZRt.-vé. A privatizáció kapcsán Hanspeter Menger lett a vezérigazgató. A külföldön összevásárolt szemetet itthon bevitte apportba, és a tőke egy részét beleértve a cég vagyonát, technológiáját, konstrukcióit, gépeit, szoftverjeit saját céget alapítva kivitte Indiába, Ukrajnába. A Ganz Műszer ZRt. 2016. február 17-ével felszámolásra került.

## A GMM kinevezett vezetői
EKM 1964-től
- dr. Dunajszki András igazgató
- Hajduska Kurt főmérnök
- Sándor László főmérnök műszaki helyettese
- Laudancsek György főmérnök termelési helyettese
- Kelemen György főkönyvelő

Vezérigazgatóság 1968-tól
- dr. Dunajszki András vezérigazgató
- Hajduska Kurt műszaki igazgató
- Sándor László műszaki igazgató (1973)
- Kelemen György gazdasági igazgató, kereskedelmi igazgató (1973)
- dr. Nyikos László gazdasági igazgató (1973)
- Laudancsek György termelési főmérnök
- Deli Pál főkonstruktőr
- Szikszai Zoltán főtechnológus
- Kovács Antal főtechnológus (1969)
- Laczi József PB-titkár
- Hodruszki Tibor PB-titkár (1971)
- Surányi Pál VSZT-titkár
- Tóth András VSZT-titkár
- Szabó István VSZT-titkár
- Hódi Zoltán VSZT-titkár (1973)
- Kaposi Ottó KISZ-titkár
- Stanczel Mária KISZ-titkár
- Szabó József KISZ-titkár
- Straub Sándor KISZ-titkár (1972)